# Lewis Cubitt

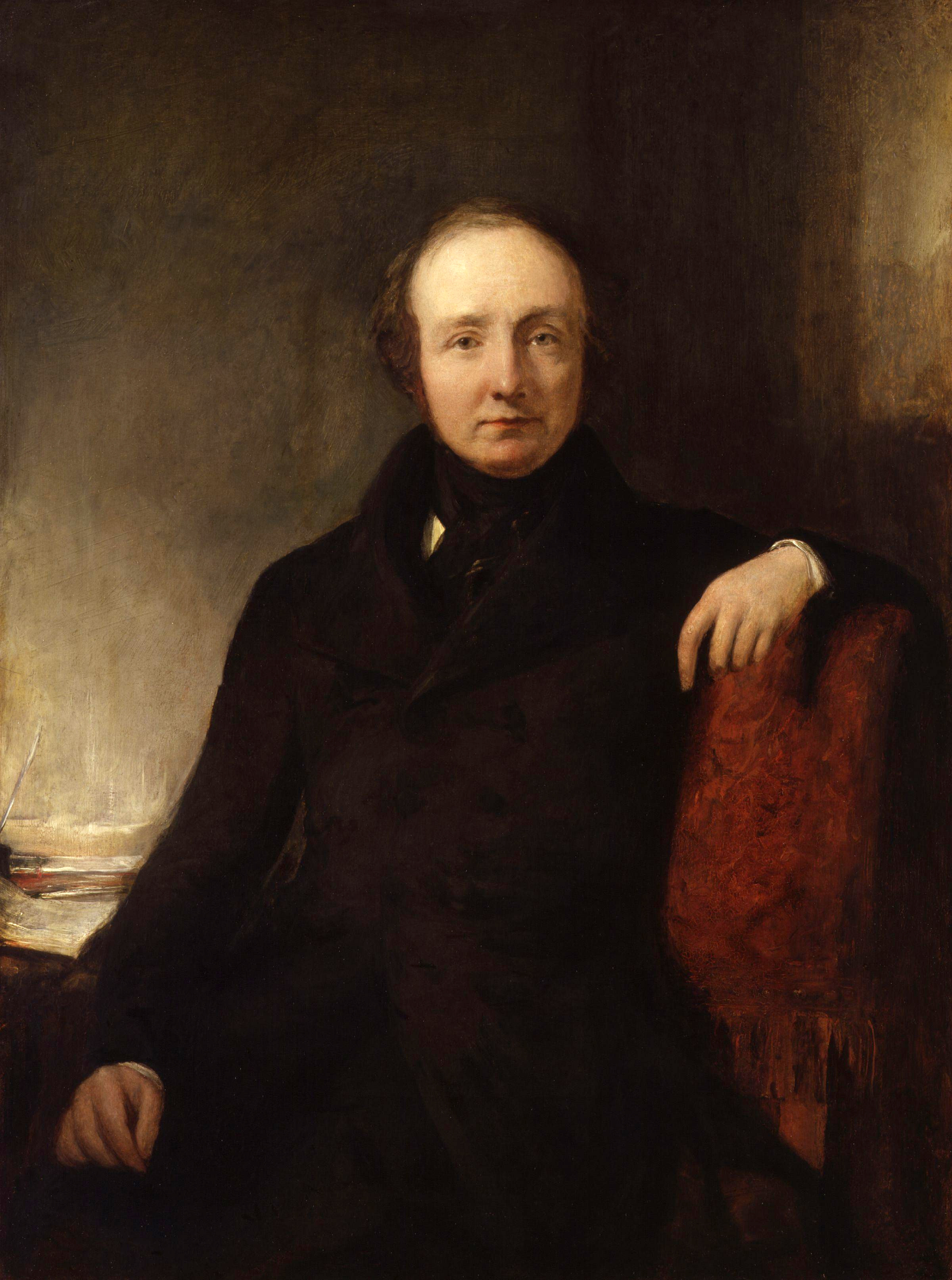
Porträt von Lewis Cubitt (William Boxall, 1845)

Lewis Cubitt (* 29. September 1799 in London; † 9. Juni 1883 in Brighton) war ein englischer Architekt. Er war der verantwortliche Architekt des Bahnhofs King’s Cross, mit dessen Bau 1851 begonnen wurde.

## Leben
Lewis Cubitt war der jüngste Sohn des aus Norfolk stammenden Zimmermanns Jonathan Cubitt (1760–1807) und dessen Frau Agnes, geb. Scarlet(te). Er wuchs neben fünf Geschwistern auf. Er erhielt seine Ausbildung ab 1815 zunächst bei seinem älteren Bruder Thomas Cubitt (1788–1855), zu der Zeit der führende Baumeister Londons, und später im Büro des Architekten Henry Edward Kendall (1776–1875). Ab 1824 bildeten die Brüder Thomas und Lewis – gemeinsam mit dem dritten Bruder William Cubitt (1791–1863), ebenfalls Baumeister und später Politiker und Bürgermeister von London – die Partnerschaft Messrs. T. W. and L. Cubitt in der Gray’s Inn Road im Londoner Stadtteil Bloomsbury. Die Partnerschaft wurde – vermutlich wegen des Wirkens Thomas Cubitts als größter Londoner Spekulationsbauer und Entwickler der 1820er Jahre – 1827 wieder aufgelöst. In der gemeinschaftlichen Zeit wurden die von den Cubitts in Belgravia und Bloomsbury errichteten Bauten meist nach Plänen von Lewis Cubitt realisiert.

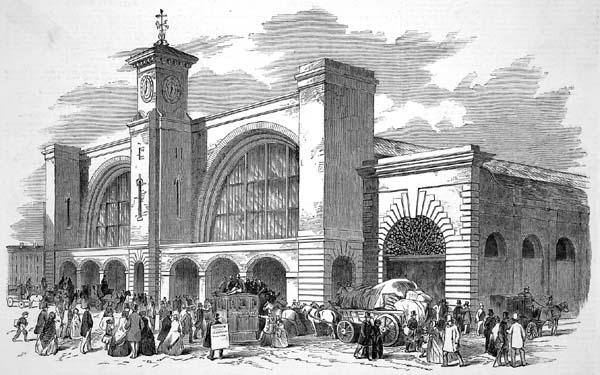
King’s Cross Station, Abb. in The Illustrated London News von 1852

Ab 1837 entwarf und baute er die Italianate-Häuser an der Südseite des Lowndes Square in London. In den 1840er Jahren wurde er ein erfolgreicher Eisenbahnarchitekt und war für die Londoner Endstation der Great Northern Railway am King’s Cross verantwortlich. Weitere Bauten waren etwa das Great Northern Hotel (1854), das älteste Hotel im Zentrum von London, das an King’s Cross grenzt und das Empfangsgebäude des Bahnhofs Bricklayers Arms.
Am 23. Januar 1830 heiratete er Sophia Kendall (1811–1879), eine Tochter des Architekten H. E. Kendall.

## Ehrungen
In London tragen mehrere Orte in der Nähe der King’s Cross Station seinen Namen: der Lewis Cubitt Park und der Lewis Cubitt Square.